# Deep Purple and Friends: Child in Time
Deep Purple & Friends – Platinum Collection – składanka zespołu Deep Purple wydana w 2007 roku przez Weton-Wesgram PC229, EU, 2007. Na wydawnictwie (2CD), oprócz utworów Deep Purple znajdują się też utwory zaprzyjaźnionych z nimi zespołów i wykonawców. Identyczny zestaw utworów (różniący się nieznacznie czasem trwania) znajduje się na wydawnictwie „Deep Purple & Friends – Child In Time”, wydanym przez Black Box/Weton-Wesgram BB2213, EU, 2007.
Zestaw poniższych utworów wydany został również jako „Deep Purple & Friends – Vintage Vinyl” (Weton-Wesgram VV036, EU, 2007), natomiast zawartość pierwszej płyty CD z powyższego wydawnictwa wypełniła płytę zatytułowaną „Deep Purple And Friends – Still Rockin’ At Their Best” (Music Sessions/Weton-Wesgram MS040, EU, 2007).
Najprawdopodobniej jest to wydanie nieoficjalne.

## CD1
| 1.  | „Smoke On The Water”                          | 6:01    |
|     | - Deep Purple & The London Symphony Orchestra |         |
| 2.  | „Child in Time”                               | 8:40    |
|     | - Ian Gillan Band                             |         |
| 3.  | „Black Night”                                 | 6:45    |
|     | - Deep Purple                                 |         |
| 4.  | „Queen Of England”                            | 4:22    |
|     | - Roger Glover & The Guilty Party             |         |
| 5.  | „Love Is All”                                 | 4:07    |
|     | - Ronnie James Dio & Eddie Hardin             |         |
| 6.  | „Wring That Neck”                             | 4:28    |
|     | - Deep Purple & The London Symphony Orchestra |         |
| 7.  | „Ritual”                                      | 4:54    |
|     | - Warhorse                                    |         |
| 8.  | „Woman From Tokyo”                            | 4:00    |
|     | - Ian Gillan Band                             |         |
| 9.  | „Speed King”                                  | 5:03    |
|     | - Deep Purple                                 |         |
| 10. | „Via Miami”                                   | 5:00    |
|     | - Gillan & Glover                             |         |
| 11. | „Killing The Dragon”                          | 4:24    |
|     | - Dio                                         |         |
| 12. | „Concerto for Group and Orchestra” Part 2     | 19:33   |
|     | - Deep Purple & The London Symphony Orchestra |         |
|     |                                               | 1:17:17 |
|     |                                               |         |